# Pojatno
 Pojatno  falu Horvátországban Zágráb megyében. Közigazgatásilag Zaprešićhez tartozik.

## Fekvése
Zágráb központjától 17 km-re északnyugatra, községközpontjától 6 km-re északra a Korpona partján az A2-es autópálya mellett fekszik. 

## Története
A településnek 1857-ben 362, 1910-ben 651 lakosa volt. Trianon előtt Zágráb vármegye Zágrábi járásához tartozott. Önkéntes tűzoltóegyletét 1952-ben alapították. 2011-ben 1199 lakosa volt.

## Lakosság
| Lakosság változása | Lakosság változása | Lakosság változása | Lakosság változása | Lakosság változása | Lakosság változása | Lakosság változása | Lakosság változása | Lakosság változása | Lakosság változása | Lakosság változása | Lakosság változása | Lakosság változása | Lakosság változása | Lakosság változása | Lakosság változása |
| ------------------ | ------------------ | ------------------ | ------------------ | ------------------ | ------------------ | ------------------ | ------------------ | ------------------ | ------------------ | ------------------ | ------------------ | ------------------ | ------------------ | ------------------ | ------------------ |
| 1857               | 1869               | 1880               | 1890               | 1900               | 1910               | 1921               | 1931               | 1948               | 1953               | 1961               | 1971               | 1981               | 1991               | 2001               | 2011               |
| 362                | 410                | 403                | 495                | 554                | 651                | 655                | 692                | 689                | 719                | 818                | 837                | 958                | 1013               | 1157               | 1199               |

## Nevezetességei
Jézus Szíve tiszteletére szentelt kápolnája 1933-ban épült. A pušćai plébánia filiája.

## Külső hivatkozások
- Pojatno honlapja
- Zaprešić város hivatalos oldala Archiválva 2012. április 14-i dátummal a Wayback Machine-ben
- Zaprešić információs portálja Archiválva 2012. február 26-i dátummal a Wayback Machine-ben
- Zaprešić turisztikai egyesületének honlapja